# Oriol Malet i Muria
Oriol Malet Muria (Martorell, 27 d'abril de 1975) és un il·lustrador català. Fou alumne de l'escola d'arts plàstiques Ca l'Oller de Martorell, l'Escola d'Art i Superior de Disseny Serra i Abella de l'Hospitalet de Llobregat i la Facultat de Belles Arts de la Universitat de Barcelona. Actualment viu i treballa a Esparreguera.
Desenvolupa la tasca d'il·lustrador a través de tres branques principals: il·lustració de premsa, il·lustració editorial i autor de còmics. A banda de múltiples projectes personals i treballs puntuals com ara etiquetes de vi o portades de discs.
Des del 2022 és director de la col·lecció de còmic en català de l'Editorial Comanegra.

## Il·lustració de premsa
Col·labora amb el diari La Vanguardia des del 2004 il·lustrant-hi articles, portades i reportatges en format còmic. Des del 2016 hi il·lustra a la secció setmanal «La comedia humana» amb John Carlin. En aquest diari ha assolit la xifra de més d'un miler d'articles il·lustrats.
Va col·laborar durant uns anys amb la revista Time Out Barcelona (del 2010 al novembre del 2021), de forma setmanal, il·lustrant diferents seccions a través d'aquests anys, entre elles a la secció «Fight» o «La Ruleta».
A banda, ha col·laborat amb la publicació cultural Jot Down des del 2012, on va començar amb la secció d'humor «Twitoons». Va realitzar-hi la portada per al número 100 de l'edició Jot Down Smart. Ha fet col·laboracions puntuals per a altres mitjans de premsa, com ara el diari Público o el diari Ara.

## Il·lustració editorial
Durant els primers anys com a il·lustrador va arribar a publicar més de 50 llibres per a encàrrecs editorials com La Galera, Animallibres, Barcanova, Randomhouse, Teide, Planeta, Ara llibres, Tria libres, Cruïlla, Labreu, Pagès Editors, Edelvives o Editorial Bromera.
Com a autor ha publicat els libres il·lustrats Max i els superherois (Bromera), realitzat a quatre mans amb la també il·lustradora Rocío Bonilla, La Mariona i els seus monstres (La Galera), llibre fet a quatre mans amb la seva filla Mariona i Judici a la democràcia (Comanegra). Aquest darrer és un recull de les il·lustracions que va publicar a La Vanguardia cobrint el judici als independentistes catalans.
El 2020 va il·lustrar el conte infantil El polsim màgic, de Jordi Cuixart. També va il·lustrar el llibre Un arbre de Nadal i una boda, de Fiódor Dostoievski, traduït per Marta Nin.
El 2023 publica "El Grinch de Sant Jordi", un llibre realitzat amb Jair Domínguez que ofereix una sàtira sobre els aspectes més controvertits de la diada de Sant Jordi, i que té com a protagonista l'escriptor Quim Monzó.

## Còmic
En els darrers anys ha fet una evolució professional cap al món del còmic, terreny del qual prové i que és el motiu pel qual és dibuixant. Des d'aleshores s'ha especialitzat en el còmic periodístic i de no-ficció. A partir del 2014 comença a publicar petites cròniques periodístiques en format còmic a la versió paper de Jot Down. El 2015 publica la crònica del Gran Wyoming al còmic col·lectiu sobre periodisme Off the record (Jot Down Books). El 2017 participa en els còmics col·lectius BCN Noire i Vinòmics, publicats per Norma Còmics i amb guions de Jair Domínguez i d'ell mateix, respectivament.
El 2018, l'editorial francesa Delcourt publica Mandela et le general, un còmic en format àlbum realitzat amb John Carlin. Aquest còmic ha estat traduït a diversos idiomes, i publicat a més, a països com els Estats Units, Corea, Turquia, o Sud-àfrica. L'edició catalana la va publicar Comanegra, i ja compta amb dues edicions. De l'espanyola se'n va encarregar Penguin Randomhouse Mondadori. Aquest còmic va rebre també una distinció de l'associació d'editors independents dels Estats Units: guardó de plata a la millor novel·la gràfica de l'Independent Publisher Book Awards del 2019; i distinció d'or a la millor novel·la gràfica de l'IBPA Benjamin Franklin Awards del 2019.
El 2019 va participar en el còmic col·lectiu Generacions Astèrix que Salvat i Bruño van editar en motiu de l'aniversari del naixement d'aquest cèlebre personatge, compartint pàgines amb les principals figures del món del còmic.
El 2021 publica en francès (Delcourt), català (Comanegra) i espanyol (Norma) Un monde d'Art Brut (Un món d'Art Brut en català), primer àlbum de còmic amb guió i dibuix d'Oriol Malet, que apropa el món de l'Art Brut a través d'un guió de ficció i realitat alhora. Christian Berst n'és coautor, i el traductor de la versió en català és Adrià Pujol Cruells. Aquell mateix any va ser finalista, amb John Carlin, al premi ARA de Còmic, amb "L'art de la guerra", un còmic que relata la història de Radio Venceremos a El Salvador, fil conductor per reflexionar sobre la utilització dels mitjans com a eines de contrainformació i guerra psicològica en el marc d’un conflicte bèl·lic.
El 2023 publica "Ombres de colors", un còmic impulsat per la Fundació Bofill que posa el focus e la problemàtica de l'abandonament escolar prematur a Catalunya. Està realitzat a partir de testimonis reals i té pròleg del cantant Triquell. Jotdown en va publicar l'edició castellana.
El seu darrer treball publicat és "Bèsties", un còmic realitzat de nou amb el periodista John Carlin, editat per Astiberri Ediciones en la versió castellana i Editorial Comanegra en català. El còmic és una faula on els protagonistes tenen cap d'animal, que posa el focus en els efectes perniciosos del poder sobre la condició humana, en una mena de revisió de La rebel·lió dels animals de George Orwell i Lady MacBeth de William Shakespeare. Tot i que en cap moment s'explicita dins el llibre, el punt de partida i el fil conductor és la història recent de Nicaragua i els seus presidents, la parella Rosario Murillo i Daniel Ortega.

## Altres treballs
Ha fet diversos treballs per a músics com Roger Mas (portada del disc Mística Domèstica i direcció d'art de diversos discs), Llibert Fortuny (portada de Trifàsic i il·lustracions per al llibre del projecte Sona Bach amb l'Auditori) o Raynald Colom (dibuixos per a projectar en alguns dels seus espectacles). El 2022 realitza les il·lustracions per al "Glossari Tosquelles", arran l'exposició que el CCCB va realitzar sobre el psiquiatre català Francesc Tosquelles, comisariada per Joana Masó i Carles Guerra. També ha realitzat cobertes de llibres, etiquetes, com les de vi per al celler Coca i Fitó, i cartells d'esdeveniments, com el de la Temporada 2022 de la Passió d'Esparreguera.

## Premis
- El 2012 rebé dos premis Llança, atorgats per Òmnium Cultural, per a la millor coberta de llibre d'adults i ficció (del llibre Un got d'absenta de Tina Vallès) i a la millor coberta de llibre infantil i juvenil (del llibre Número 5, el submarí perdut de Lluís Llort).[18][19]
- El 2014 tornà a rebre el Premi Llança Òmnium Cultural a la millor il·lustració de coberta del llibre BQTP. Tanque parèntesi de Martí R. Electrique.[20]
- Premi Vinari AGBAR a la Millor Etiqueta de Vi 2018, al certamen vinícola Premis Vinari 2018, per les etiquetes de vi del celler Coca i Fitó: Jaspi blanc 2016, Jaspi Negre 2014, Samsara 2015.[21]
- Medalla d'Or als 2019 Benjamin Franklin Awards, IBPA, per la novel·la gràfica Mandela i el general.[10]
- Medalla de Plata als 2019 Independent Publisher Book Awards, per la novel·la gràfica Mandela i el general.[9]
- Finalista al Premi ARA de Còmic 2021 pel còmic L'art de la guerra, d'Oriol Malet i John Carlin.[22][23]